# Platycythara
Platycythara là một chi ốc biển, là động vật thân mềm chân bụng sống ở biển trong họ Conidae, họ ốc cối.

## Các loài
Các loài thuộc chi Platycythara bao gồm:
- Platycythara curta (Dall, 1919)[2]
- Platycythara elata (Dall, 1889)[3]
- Platycythara electra (Dall, 1919)[4]